# Ahmed Gaafar
Ahmed Fathy Gaafar (en árabe أحمد جعفر, El-bagour, Monufia 25 de diciembre de 1985) es un futbolista egipcio. Actualmente juega para el Zamalek SC de la Primera División.

## Clubes
| Club       | País   | Año               |
| ---------- | ------ | ----------------- |
| Itesalat   | Egipto | 2008-2009         |
| Zamalek SC | Egipto | 2009 - Actualidad |